# 戦間期
戦間期（せんかんき、羅: interbellum、英: interwar period）は、第一次世界大戦終結から第二次世界大戦勃発まで、つまり、基本的には1919年から1939年までの時代である。両大戦間期、大戦間期ともいう。世界史全体に関わるが、特にヨーロッパ史において重要である。欧米では20世紀の冷戦と21世紀の冷戦の間の1990年代から2000年代を指して、冷戦間期（inter-cold war period）と呼ぶこともある。

## ヨーロッパ
戦間期のヨーロッパは、多少の例外や時間の前後はあるものの、ともに似通った危機と似通った安定を経験した。第一次世界大戦で深刻な被害を受けた地域がヨーロッパに限られたこともあって、戦間期という区切りはヨーロッパにおいてもっとも大きな意義を持つ。
1919年第一次大戦終結から1924年頃までは、戦後危機の時代である。この時期に敗戦国の経済は混乱し、戦勝国も戦争で受けた打撃から立ち直れずにいた。小さな戦争や軍事介入が頻発し、特に敗戦国で革命勢力と反革命勢力の激しい戦争が続いた。
1924年頃から1929年は、相対的安定期と呼ばれる。この時代に各国の経済はカルテルにより合理化をとげ、人々の生活にゆとりが生まれ、大衆文化が登場した。例外はあるものの、民主主義体制が優勢で、程度の差こそあれ議会政治が重んじられた。各国の協調外交のおかげでヨーロッパに平和が訪れた。
1929年から1939年までは、大恐慌とファシズムの台頭に見舞われた危機の時代である。この時代の前半は倒産と大量失業で経済と生活がどん底に落ち込み、自国産業の保護の為ブロック経済体制が取られた。新興の民主主義体制は次々に覆され、ファシズム体制か類似の権威主義体制に取って代わられた。後半には経済の下落に歯止めがかかったが、真の経済回復は訪れなかった。末期には国家社会主義ドイツ労働者党政権下のドイツと、ファシスト党政権下のイタリアが近隣諸国を軍事力で脅かし、軍事的緊張が昂進した。

## アメリカ
第一次世界大戦終結後のアメリカは、国土が大戦の被害を受けなかったこともあり「狂騒の20年代」と呼ばれた好景気の時代であった。ところが、1930年代の世界恐慌の時代には、失業率が25％に達する状態であり、失業対策としてフランクリン・ルーズベルト政権は「ニューディール政策」を実行した。

## 日本
日本では、第一次世界大戦時は国土が大戦の被害を受けなかったこともあり、船や衣類などの成金が勃興した（暗がりで紙幣を燃やして「どうだ、明るくなったろう」と述べる風刺画は有名）大戦景気の時代で、政治的にも大正デモクラシーに代表される自由闊達で民主的な空気が溢れていた時代であり、後の高度経済成長期からバブル景気にかけてと通じる時代であった。
しかし、第一次大戦終結後の1920年になると株価が下落して戦後恐慌が始まり、1923年には震災恐慌、1927年には金融機関の破綻が相次ぐ金融恐慌など慢性的な不況に陥り、1930年代初頭は世界恐慌の影響で「娘の身売り」や「大学は出たけれど」のことばで知られる昭和恐慌の時代であった。政治的にも1925年の治安維持法の制定を契機として大正デモクラシーの自由で民主的な空気は成りを潜め、1931年に満州事変が勃発し年を追うごとに軍国主義・全体主義への傾斜を強めていった。
なお、上述のように日本においては第一次世界大戦が景気や社会に与えた影響は限定的であったため、西洋史において戦間期と呼ばれる時期は、日本の歴史においては「第二次世界大戦以前」という意味で、一括りに「戦前」と呼ばれることが一般的である。

## 条約・会議
- 四カ国条約（1921年）- アメリカ・イギリス・フランス・日本の太平洋における領土と権益の相互尊重と現状維持。この条約の発効により日英同盟は更新されなかった。
- 九カ国条約（1922年）- アメリカ・イギリス・オランダ・イタリア・フランス・ベルギー・ポルトガル・日本・中華民国が参加。戦後のワシントン体制が整えられた。
- 海軍休日 - 大艦巨砲主義 - 軍拡により各国の財政が圧迫されたため、建造を抑える事で健全化を目指した。
  - ワシントン海軍軍縮条約（1921年）- 当時の戦勝国である五大国（アメリカ、イギリス、日本、フランス、イタリア）の戦艦・航空母艦等の保有の制限。
  - ジュネーブ海軍軍縮会議（1927年）- アメリカ、イギリス、日本における補助艦（巡洋艦や潜水艦など）の保有制限交渉であったが、軍人主体であったため決裂に終わる。
  - ロンドン海軍軍縮会議（1930年）- イギリス、日本、アメリカ、フランス、イタリアが政治的解決策を検討。建艦技術の発展に合わせて各種艦艇の定義を厳密化して、各国の戦力を比率で制限。この際、「対英米7割」が達成されなかったために「統帥権干犯問題」が発生した[1]。
  - 第二次ロンドン海軍軍縮会議（1936年）- イギリス、アメリカ、フランスが締結。日本、イタリアは脱退。